# Boge (Peć)
Pour les articles homonymes, voir Boge.
Bogë en albanais et Boge en serbe latin (en serbe cyrillique : Боге) est une localité du Kosovo située dans la commune/municipalité de Pejë/Peć et dans le district de Pejë/Peć. Selon le recensement kosovar de 2011, elle compte 24 habitants, tous albanais.
Bogë/Boge est une très petite station de ski située dans la vallée de la Rugova, près de Pejë/Peć dans le nord-ouest du Kosovo.

## Démographie

### Évolution historique de la population dans la localité
| 1948 | 1953 | 1961 | 1971 | 1981 | 1991 | 2011 |
| ---- | ---- | ---- | ---- | ---- | ---- | ---- |
| 219  | 255  | 273  | 235  | 167  | 98   | 24   |

|  |